# キャンディ王国

キャンディ王国
මහනුවර රාජධානිය (シンハラ語)
கண்டி இராச்சியம் (タミル語)
Kingdom of Kandy (英語)

1520年代のスリランカ。黄色がキャンディ王国。

キャンディ王国（キャンディおうこく、シンハラ語: මහනුවර රාජධානිය、英語: Kingdom of Kandy）は、15世紀後半から19世紀初頭までスリランカに存在した王国。首都はスリランカ中部のキャンディで、スリランカの中部から東部にかけてをその国土としていた。

## 国名
キャンディ王国は長い年月の間に様々な呼称で呼ばれており、以下のような多くの名前が知られている。
- Kanda Uda Pasrata
- Senkadagala Kingdom
- Kanda Udarata - 山の上の国の意味
- Mahanuwara Kingdom
- Wardhanapura
- Sinhalé
- Thun Sinhalaya or Tri Sinhala

## 歴史
キャンディの町は14世紀中頃のガンポラ王国のヴィクラマバーフ3世（1357年－1374年）の時代に建設された。スリランカ中部は15世紀初頭から16世紀後半までコーッテ王国の支配下にあったが、コーッテ王国がポルトガルの勢力に浸食され弱体化していく中、キャンディを首都とする独立した勢力を確立していった。1521年にコーッテ王国が内紛により3つに分裂すると、キャンディもまた独立を主張しこれらの勢力と争うこととなる。
当初そのうちの一つ、シーターワカ王国が勢力を伸ばすと、キャンディ王国はポルトガルと同盟してこれに対抗した。しかし1546年にはこの同盟は終了し、1560年には逆にコーッテ王国とポルトガルの同盟に対して北部のジャフナ王国と手を組み対抗した。1570年代から1580年代にかけてキャンディ王国は一時シーターワカ王国の支配を受けるもその後独立を回復、1594年に同国が滅亡すると、スリランカで唯一の西欧の支配が及んでいない政権となった。

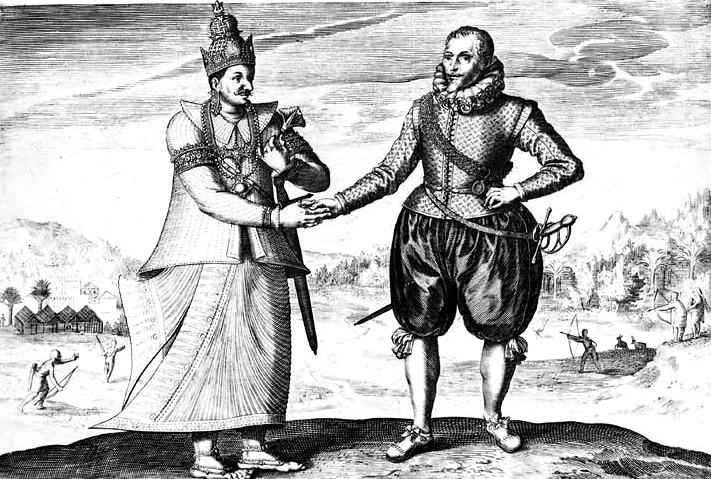
ウィマラ・ダルマ・スリヤ1世と会見するオランダのヨリス・ヴァン・スピルバージェン

その後もポルトガルからの攻撃が続く中、1602年にオランダの探検家ヨリス・ヴァン・スピルバージェンが東海岸に上陸、キャンディ王国はオランダと初めて接触を持つ。1611年にポルトガルに首都キャンディを占領されると、セネラト王はオランダ東インド会社に救援を求めた。しかし1620年に現れたオランダ艦隊はトリンコマリーの防衛に失敗、オランダ勢力は一時セイロン島から追い払われた。 1630年の戦いでポルトガル軍がキャンディ軍に大敗すると、ポルトガル領の大半は王国の支配下へと移った。だがその状態も長くは続かず、王の死とともに再びポルトガルが優勢となった。1638年、キャンディ王国は再びオランダと同盟を結び、オランダ軍は1639年にバッティカロアとトリンコマリーを、1640年にはゴールを攻略、休戦時期を挟んだものの、1658年にはポルトガル領セイロンの首都コロンボを攻略し、ここに150年に渡ったポルトガル支配は終焉を迎えた。
ポルトガル支配の終焉後、王はオランダにポルトガルから奪取した要塞を協定に基づき引き渡すよう要求した。しかしオランダはそれを拒否、ポルトガルに代わりオランダによる植民地支配の時代が幕を開ける。以後17世紀から18世紀にかけて両国はたびたび衝突と和平を繰り返すことになる。
1795年、フランス革命戦争によりオランダ本国がフランスに占領されその支配下に入ると、イギリスは海外のオランダ植民地を攻撃した。オランダ領セイロンもその対象となり、1796年には全拠点が陥落、ここにオランダの支配も終焉を迎えた。キャンディ王国は1803年から1805年、ならびに1815年の二度に渡るイギリスの侵入を抑えきれず、1815年のキャンディ条約でその保護国へと転落し、1817年のウバ州での反乱失敗後、イギリス領セイロンへと併合され滅亡した。最後の王シュリ・ヴィクラマ・ラジャシンハはインドへ流刑となり、1832年に死亡した。